# August Sandels

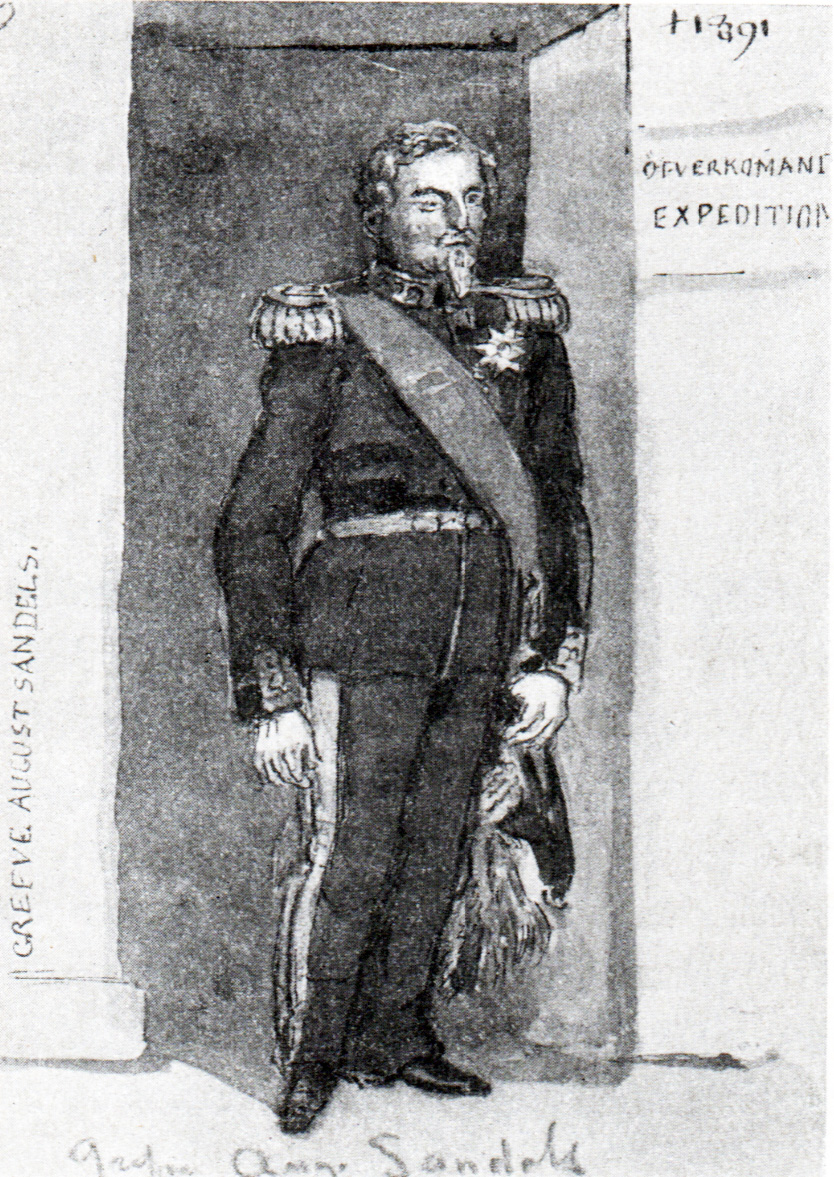
Greve August Sandels. Målning utförd av Fritz von Dardel.

Samuel August Sandels,  född 28 september 1810 i Stockholm, död 13 juni 1892 vid Starnberg, Bayern, var en svensk greve (efter faderns död) och general.

## Biografi
August Sandels var son till Johan August Sandels och Ulrika Elisabeth Hermelin, dotter till Samuel Gustaf Hermelin.
Han blev 1829 fänrik vid Svea livgarde, överste, regementschef 1855 för Värmlands fältjägarregemente, 1859 för Södermanlands regemente samt 1863 generalmajor. Han var generalbefälhavare 1863–1871 i Första och 1871–1880 i Fjärde militärdistriktet, varmed han sedan 1872 förenade chefskapet för Livgardesbrigaden. Åren 1871–1882 var han dessutom överkommendant i Stockholm. Han utnämndes 1874 till generallöjtnant.
Sandels, som avancerade till förste hovmarskalk (1849), sändes i utomordentliga beskickningar till Altenburg (1864) med anledning av prins August av Sveriges bröllop, till München (1864) på grund av tronskifte och till Bryssel (1865), även då på grund av tronskifte.
Sandels var gift med Hedvig Tersmeden, dotter till generaladjutanten Jacob Johan Tersmeden på Hinseberg och dennes hustru Augusta, född Adelswärd. Parets dotter Augusta (född 1853) blev 1875 gift med greve Philipp zu Eulenburg, 1900 upphöjd till "Fürst zu Eulenburg und Hertefeld, Graf von Sandels".
Samuel August Sandels är begravd på Norra begravningsplatsen utanför Stockholm.

## Utmärkelser

### Svenska utmärkelser
- Riddare och kommendör av Kungl. Maj:ts Orden (Serafimerorden), 30 november 1878.[2]
- Kommendör med stora korset av Svärdsorden, 27 maj 1872.[2]
- Kommendör av Svärdsorden, 3 maj 1863.[2]
- Riddare av Svärdsorden, 26 november 1849.[2]
- Kommendör med stora korset av Nordstjärneorden, 26 november 1865.[2]

### Utländska utmärkelser
- Storkorset av Bayerska Sankt Mikaelsorden, 16 april 1864.[2]
- Storkorset av Belgiska Leopoldsorden, 18 december 1865.[2]
- Riddare av Danska Dannebrogorden, 1846.[2]
- Storkorset av Norska Sankt Olavs orden, 6 juli 1878.[2]
- Riddare av Norska Sankt Olavs orden, 4 juli 1858.[2]
- Kommendör av andra klassen av Luxemburgska Adolf av Nassaus civil- och militärförtjänstorden, 10 augusti 1858.[2]
- Storkors av Hertigliga Sachsen - Ernestinska husorden, 16 april 1864.[2]